# NGC 7518
NGC 7518 ist eine Spiralgalaxie vom Hubble-Typ Sa im Sternbild Fische auf der Ekliptik. Sie ist schätzungsweise 165 Millionen Lichtjahre von der Milchstraße entfernt und hat einen Durchmesser von etwa 65.000 Lichtjahren.
Im selben Himmelsareal befinden sich u. a. die Galaxien NGC 7562, NGC 7557, IC 1474.
Das Objekt wurde am 29. August 1863 von Albert Marth entdeckt.